# Quetzalcóatl International Airport
Quetzalcóatl International Airport är en flygplats i Mexiko.   Den ligger i kommunen Nuevo Laredo och delstaten Tamaulipas, i den nordöstra delen av landet, 900 km norr om huvudstaden Mexico City. Quetzalcóatl International Airport ligger 147 meter över havet.
Terrängen runt Quetzalcóatl International Airport är platt. Runt Quetzalcóatl International Airport är det tätbefolkat, med 276 invånare per kvadratkilometer. Närmaste större samhälle är Nuevo Laredo, 6,4 km nordost om Quetzalcóatl International Airport. Trakten runt Quetzalcóatl International Airport består i huvudsak av gräsmarker.